# .41 Remington Magnum
.41 Remington Magnum або 10.4×33mmR, як його неофіційно називають, набій центрального запалення, який в основному розробляли для використання в револьверах з великою рамкою. Його представила в 1964 році Remington Arms Company. Він призначався для мисливців та правозахисників.

## Розробка
У 1963 році Елмер Кейт та Білл Джордан, за допомогою Скітера Скелтона, звернулися до компаній Smith & Wesson, Remington та Norma для створення пістолета та набою калібру .41, який знаходився б між наявними набоями .357 Magnum та .44 Magnum за балістичною продуктивністю. Кейт ще в 1955 році запропонував новий набій середньої потужності ".41 Special", ця ідея була змінена на користь високопотужного набою класу "Magnum".
Набій .357 Magnum мав обмежену термінальну балістичну ефективність на початку 1960-х, оскільки експансивні кулі ще не набули широкого застосування, а стандартні зарядки виробників призначалися для свинцевих куль. Потужний набій .44 Magnum, загалом призначений для полювання, вважався занадто потужним для поліції, давав великий відбій щоб контролювати зброю при швидкій стрільбі. Крім того, револьвери під набій калібру .44 вважалися занадто великими, громіздкими та важкими для носіння в поліції.
Кейт вважав, що набій калібру .41 повинен мати два рівні заряду, важка зарядка магнум могла викинути 210 гранів (14 г) експансивну кулю з дуловою швидкістю в 396–426 м/с, а м'яка зарядка для поліції могла розганяти кулю з напівпласкою головною частиною вагою 200 гранів (13 г) до швидкості 275 м/с.
Ці плани зірвалися через постійне захоплення вогнепальною спільнотою потужними набоями; на таке рішення спільноти вплинув Ремінгтон, який замість того щоб обрати шлях Кейта, вирішив посилити потужність нового. В результаті для зарядки .41 "Magnum" була заявлена швидкість у 460 м/с, а навіть "легка" поліцейська зарядка мала напівпласку свинцеву кулю вагою 210 грани зі швидкістю 350 м/с. На жаль, більшість правоохоронних організацій вважали полійцейську зарядку занадто потужною, хоча багато з них використовували револьвери .38 Special.
Крім того, Smith & Wesson просто адаптували свої великі револьвери на рамці N під новий набій, що не розв'язувало проблему ваги та розміру. 10 липня 1964 року було представлено револьвер Модель 58, який був розрахований на правоохоронців. При вазі в 41 унцію (1162 гр) Модель 58 не могла конкурувати з популярними револьверами того часу, наприклад Модель 10 Smith & Wesson під набій .38 Special мав вагу 34 унції (964 гр).
Через це револьвер .41 Magnum не зміг зайняти своє місце серед зброї яка призначалася для правоохоронних організацій. Зрештою, потужні набої більшості самозарядних пістолетів з магазинним живленням перевершили  6-зарядні револьвери у правоохоронній роботі, хоча револьвери все ще є дуже популярними серед правоохоронців.
Smith & Wesson розробив револьвер преміумкласу під набій .41 Magnum, Модель 57, який є майже ідентичним револьверу Модель 29 під набій .44 Magnum.. Підрозділ Desert Eagle корпорації Magnum Research використала набій .41 Remington Magnum у своєму самозарядному пістолеті Mark VII. У середині 1960-х років Sturm Ruger почало випуск своєї серії револьверів одинарної дії Blackhawk під набій .41 Magnum, які випускають дотепер.
Деякі виробники важільних гвинтівок випустили кілька моделей під набій .41 Magnum. Компанія Marlin випускала чотири варіанти своєї гвинтівки Модель 1894, в тому числі 1894S (20" ствол, воронена, прямий магазин), 1894FG (20" ствол, воронена, магазин у пістолетному руків'ї), 1894SS LTD (16" ствол, неіржавна сталь, прямий магазин) та 1894 CCL (20" восьмигранний ствол, воронена, прямий магазин.)  Проте, зараз вони не пропонують жодної моделі під цей набій.  Лише Генрі зараз випускають одну гвинтівку, варіант моделі Big Boy Steel 2016 року під набій .41 Magnum variant of their Big Boy Steel model in 2016.

## Потреба
Набій .41 Magnum ніколи не був популярним і поширеним, як набої .357 Magnum або .44 Magnum, але все одно його використовують мисливці, оскільки зброя від цей набій має менший відбій і дещо пласкішу траєкторію на тій самій дистанції, що набій калібру .44. А проте, набій .44 Magnum все ще має більшу номенклатуру важких куль, які більш ефективні при полюванні на велику дичину.  Маршал та Санов назвали набій .41 Magnum "одним наших найбільш недооцінених калібрів."